# Wire
Wire es una banda británica de punk rock formada en 1976, conformada originalmente por Graham Lewis (bajo y coros), Bruce Gilbert (guitarra), Colin Newman (voz y luego segunda guitarra) y Robert Gotobed (batería). Considerados como la banda más innovadora de la escena punk de fines de la década de los 1970, han sido llamados pioneros del post-punk y el art punk.

## Trayectoria

### 1976–1980: Comienzos y primeros discos
Wire se formó en 1976, durante el auge del movimiento punk, aunque si bien se nutrían de la música de grupos como los Sex Pistols, los artistas que han influido sobre Wire son grupos y músicos como los Ramones, Brian Eno, Kraftwerk, David Bowie y Marcel Duchamp.
Su sonido suele asociarse a un subgénero de punk rock denominado art punk o post-punk, lo que se debe principalmente a su sonido atmosférico y rico en detalles, letras de temática generalmente oscura y, en menor medida, a su postura política situacionista.
El grupo mostró un continuo desarrollo desde un estilo temprano lleno de estridencias en 1977, con su primer álbum Pink Flag, aunque si bien no llegó a las listas de ventas, se convirtió en una pieza de culto tanto para fanáticos como para críticos de música.
Luego en 1978 abarcarían un sonido más complejo y estructurado basado en un uso más amplio de sintetizadores en su segundo álbum Chairs Missing y luego en 1979, con 154.
En 1979, cambios creativos empujaron a la banda en otras direcciones, culminando en el álbum Document & Eyewitness (junto con un concierto en el Notre Dame Hall).
En 1980, los músicos de la banda decidieron entrar en un hiato para experimentar con otros sonidos y tendencias durante el que los miembros de la banda desarrollan proyectos en solitario y de colaboración ajenos a Wire, incluyendo la banda Dome, Cupol, Duet Emmo, y numerosos intentos de Newman como solista.

### 1985–1992: Regreso a los escenarios y alejamiento de Robert Grey
En 1985, el grupo retoma su actividad, con renovado clamor por parte de la crítica, pero sin calar tan hondo como en su primera década. Reformado como beat combo, el grupo entra de lleno en la electrónica, publicando cuatro álbumes fuertemente inspirados en dicho género, siendo el primero en ocho años con The Ideal Copy en 1987, luego en 1988 A Bell Is a Cup con un sonido más cercano al dance alternativo. Luego en 1989, publican IBTABA que consistió de grabaciones en directo retocadas en estudio aislando el sonido de la audiencia y finalmente Manscape  en 1990, el cual fue el último trabajo editado con el batería Robert Grey, quién al comprobar que un batería electrónica programada se había convertido de repente en un añadido superfluo a lo que el sonido de la banda requería incluso para los conciertos en vivo de ésta, decidió retirarse tras la publicación de dicho álbum.
Tras el alejamiento de Grey, la banda publicó en octubre de 1991 su noveno álbum de estudio: The First Letter, el cual se editó bajo el nombre de WIR3, refiriéndose que solamente tres de los cuatro miembros originales permanecían. Es así, que Bruce Gilbert no conforme con los resultados también se retira de Wire, y la banda se separa nuevamente.

### 1999–Actualidad: Wire nuevamente en curso
Luego en 1999 la banda se reúne una vez más, y luego de 12 años presentan nuevo material en 2003: Send, completamente influido por el sonido original del grupo alejándose de la música electrónica.
Conmemorando los 30 años de la formación de Wire, el grupo lanzó su undécimo EP Read & Burn 03, siendo este el último aporte de Bruce Gilbert para la banda, dado que se retiró definitivamente en 2008.
Luego en 2008, editan Object 47 aunque ya sin Gilbert como parte de la misma, reducidos a trío una vez más (Lewis, Newman y Grey), y durante la gira incluyeron a la guitarrista Margaret Fiedler McGinnis como miembro adicional. Para 2010 publican Red Barked Tree (también como trío), y durante las presentaciones anunciaron a un nuevo integrante, el joven guitarrista Matt Simms, con quién luego grabarían ya conformados como cuarteto Change Becomes Us en 2013.

## Legado e Influencia
Con el tiempo han llegado a tener una tremenda influencia sobre gran variedad de bandas y estilos de la música rock, especialmente sobre grupos como Elastica, Joy Division, Todos Tus Muertos, Menswe@r, The Urinals, Minutemen, R.E.M. (que versionó "Strange" en su álbum Document ) y más recientemente Bloc Party, The Futureheads y Franz Ferdinand. Ian MacKaye de la banda de punk hardcore Minor Threat es también un gran seguidor de Wire, y su grupo versionó una de sus canciones, "12XU," en su álbum Complete Discography, la banda de post-hardcore estadounidense Naked Raygun también versionó dicha canción ("12XU"). Big Black interpretó el "Heartbeat" de Wire en dos ocasiones, una en versión de estudio, publicada como sencillo (el sencillo fue también incluido en el disco recopilatorio Rich Man's Eight Track Tape), y también como versión en vivo incluida en el video del álbum Pigpile. My Bloody Valentine grabó la canción "Map Ref. 41°N 93°W", y su guitarrista y compositor Kevin Shields menciona a Wire como una de sus bandas favoritas en muchas entrevistas.

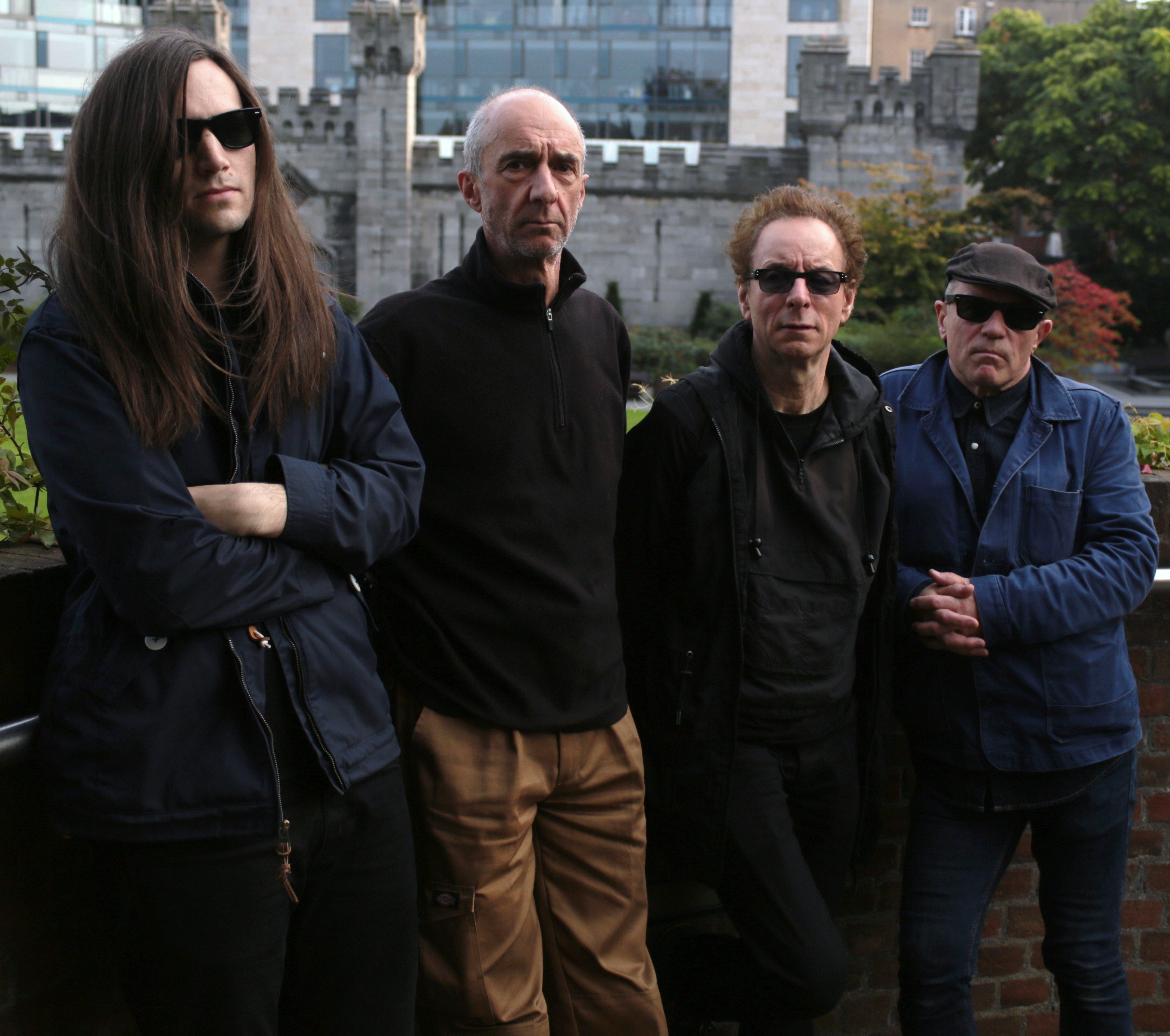
Wire en 2013: con Matthew Simms, Robert Grey, Colin Newman y Graham Lewis.

## Discografía

### Álbumes
- Pink Flag (diciembre de 1977)
- Chairs Missing (agosto de 1978) UK #48
- 154 (septiembre de 1979) UK #39
- The Ideal Copy (abril de 1987) UK #87
- A Bell Is a Cup...Until It Is Struck (mayo de 1988)
- Manscape (mayo de 1990)
- The Drill (abril de 1991)
- The First Letter (octubre de 1991)
- Send (mayo de 2003)
- Object 47 (julio de 2008)
- Change Becomes Us (febrero de 2013)
- Wire (2015)
- Nocturnal Koreans (2016)
- Silver/Lead (2017)

### Singles y EP
- Mannequin / 12XU / Feeling Called Love (noviembre de 1977)
- I am the Fly / Ex-Lion Tamer (febrero de 1978)
- Dot Dash / Options R (junio de 1978)
- Outdoor Miner / Practice Makes Perfect (enero de 1979, UK #51)
- A Question of Degree / Former Airline (junio de 1979)
- Map Reference 41°N 93°W / Go Ahead (octubre de 1979)
- Our Swimmer / Midnight Bahnhof Cafe (mayo de 1981)
- Crazy About Love / Second Length (Our Swimmer) / Catapult 30 (marzo de 1983)
- Snakedrill (EP, noviembre de 1986)
- Ahead / Feed Me (live) (marzo de 1987)
- Kidney Bingos / Pieta (marzo de 1988)
- Silk Skin Paws / German Shepherds (junio de 1988)
- Life in the Manscape / Gravity Worship (mayo de 1990)
- So and Slow It Goes / Nice from Here (abril de 1991, como Wir)
- First Letter / The Last Number (diciembre de 1995, con Hafler Trio)

### Recopilatorios y álbumes en vivo
- Document and Eyewitness (en vivo, junio de 1981)
- Play Pop (marzo de 1986)
- In the Pink (en vivo, agosto de 1986)
- The Peel Sessions (EP, noviembre de 1987)
- It's Beginning To And Back Again (en vivo, mayo de 1989)
- On Returning (1977-1979) (julio de 1989)
- Double Peel Sessions (febrero de 1990)
- 1985-1990 The A List (May 1993)
- Exploding Views (septiembre de 1994, con libro)
- Behind the Curtain (mayo de 1995)
- Turns and Strokes (mayo de 1996)
- Coatings (octubre de 1997)
- Honi Soit (2004?) bootleg-LP de 'On The Box'
- On The Box: 1979 (octubre de 2004)
- The Scottish Play: 2004 (mayo de 2005)

## Singles
| Year | Title           | Chart positions      | Chart positions             | Chart positions                 | Chart positions  | Album                            |
| Year | Title           | US Billboard Hot 100 | US Modern Rock Tracks chart | US Mainstream Rock Tracks chart | UK Singles Chart | Album                            |
| 1979 | "Outdoor Miner" | -                    | -                           | -                               | #51              | Chairs Missing                   |
| 1989 | "Eardrum Buzz"  | -                    | #2                          | -                               | -                | It's Beginning to and Back Again |
| 1989 | "In Vivo"       | -                    | #24                         | -                               | -                | It's Beginning to and Back Again |